# تشارلز إي. كيلي
تشارلز إي. كيلي (بالإنجليزية: Charles E. Kelly)‏ هو رسام كارتون أيرلندي، ولد في 15 يونيو 1902 في دبلن في جمهورية أيرلندا، وتوفي بنفس المكان في 20 يناير 1981.